# Den rastlösa välfärdsmänniskan: tidsbrist i överflöd
Den rastlösa välfärdsmänniskan: tidsbrist i överflöd är en facklitterär bok från 1969 av den moderata politikern och ekonomen Staffan Burenstam Linder. Boken tar upp kopplingen mellan tillväxtmani och tidsbrist.
I boken definierar Linders begreppet den rastlösa välfärdsindividen som den genomsnittliga inkomsttagaren i högindustrialiserade samhällen, präglad av hög ekonomisk tillväxt, ökad produktivitet och ett dramatiskt ökat utbud av varor. Trots att dessa samhällen erbjuder överflöd av konsumtionsmöjligheter, påpekar Linder att de också genererar en ny form av knapphet i massiv skala: tidsbrist. Konsumtion av varor och ting tar tid för att skaffa, underhålla och konsumera. I konsumtionssamhällen blir frågan om effektiv tidsallokering alltmer akut. Linder beskriver två sätt att spara tid, dels genom "successiv konsumtion" där man lägger allt mindre tid på varje vara man njuter av, och dels genom "simultan konsumtion" där man "multitaskar" och använder flera saker samtidigt.

## Innehåll

### Linders tre tidskulturer
Linder delar även in kulturer utifrån deras förhållande till tid. Han identifierar tre typer av kulturer: de med tidsöverflöd, de med tidsbrist och de med tidsskuld. Kulturer med tidsöverflöd är samhällen där det inte finns ekonomisk tillväxt, låg arbetsproduktivitet och begränsat utbud av varor. I dessa samhällen finns det ett överskott av fritid eller sysslolöshet, men utmaningen ligger i att hitta ett lönearbete. Man har all tid i världen men kan inte fylla den med något meningsfullt att göra om dagarna.
Kulturer med tidsbrist är samhällen där ekonomisk tillväxt har inletts, men där det ännu råder utbredd tidsknapphet. Det finns tillgång till lönearbete och uppgifter, men tillvaron har blivit snabbare utan att ännu vara hektisk. Tiden är viktig, men klockan har ännu inte blivit en tyrann. Tidsknappheten och inkomstbehoven tenderar att vara större i stadsområden än på landsbygden.
Kulturer med tidsskuld är moderna välfärdssamhällen med hög tillväxttakt. Här finns ingen tid för att ta det lugnt. Tid är pengar, och att vänta betraktas som "tidsslöseri och indirekt pengaslöseri". En "rationell" tidsanvändning ses som en viktig konkurrensfördel. Linder citerar Vilhelm Moberg och skildrar krocken mellan två kulturer och tidsregimer, där den ena har bråttom medan den andra inte har någon brådska.

### Linders tre tidsanvändningsfaser
Linder skiljer även mellan tre perioder med avseende på tidsanvändning i samhällen präglade av ekonomisk tillväxt. I tillväxtens konstruktiva fas skapas förutsättningarna för tillfredsställande tidsanvändning, där tiden börjar bli knappare men ännu inte bristvara. Konsumtionsvaror blir vanligare, men det finns ingen hysteri kring dem. I vulgariseringsfasen ökar tidsknappheten markant. Önskan och kraven på ytterligare materiellt välstånd är starka, och tillväxten har blivit ett mål i sig självt snarare än ett medel. I omformningsfasen blir det svårt att höja det mänskliga välbefinnandet genom att erbjuda fler konsumtionsmöjligheter på grund av den ökade tidsknappheten. Frågan om vad som egentligen är värt att sträva efter blir alltmer central.

### En "ny form av ekonomiskt slaveri" - Värdig vård och omsorg?
Trots att den skrevs innan miljöfrågan blev en av vår tids stora frågor och långt före bildandet av gröna partier, förutser Linder en "ny form av ekonomiskt slaveri" som är destruktiv för både naturen och människan själv. Han påpekar vikten av att värdera tid och att ta sig tid, något som kommer att bli alltmer bristfälligt enligt hans prognos. Värdig vård och omsorg handlar inte minst om att ha tid och att ta sig tid, vilket han ansåg skulle kunna bli allt mer sällsynt i framtiden.

## Översättningar
Boken översattes till engelska 1970 med titeln "The Harried Leisure Class" och blev en internationell bästsäljare översatt till elva språk.[källa behövs]